# Oxya anagavisa
Oxya anagavisa är en insektsart som beskrevs av Bi, D. 1986. Oxya anagavisa ingår i släktet Oxya och familjen gräshoppor. Inga underarter finns listade i Catalogue of Life.